# Lutz Heilmann
Lutz Eberhard Heilmann (* 7. September 1966 in Zittau) ist ein ehemaliger deutscher Politiker (Die Linke). Heilmann ist der einzige Abgeordnete des Deutschen Bundestags, von dem bekannt wurde, dass er hauptamtlicher Mitarbeiter des Ministeriums für Staatssicherheit (MfS) der DDR war. Sein Mandat im 16. Deutschen Bundestag begann 2005 und endete 2009. Heilmann zog Medienaufmerksamkeit auf sich, als er am 13. November 2008 den Wikipedia-Zugang über wikipedia.de durch eine einstweilige Verfügung gerichtlich sperren ließ.

## Leben

### Ausbildung und Beruf
Lutz Heilmann besuchte von 1973 bis 1983 die Polytechnische Oberschule von Oberseifersdorf/Wittgendorf (Zittau) und anschließend die Erweiterte Oberschule in Zittau, an der er 1985 das Abitur ablegte. Danach leistete Heilmann Wehrdienst bei der Hauptabteilung Personenschutz des Ministeriums für Staatssicherheit und blieb dort anschließend als hauptamtlicher Mitarbeiter. Heilmann gibt an, er habe im Oktober/November 1989 ein Entlassungsgesuch eingereicht; laut taz soll dies erst nach dem Mauerfall am 9. November 1989 erfolgt sein. Mit der Auflösung des Ministeriums schied Heilmann im Januar 1990 schließlich aus dem Dienst aus.
1991 begann er zunächst ein Studium der Betriebswirtschaftslehre an der Technischen Hochschule Zittau. Ein Jahr später wechselte er an die Freie Universität Berlin, um dort Rechtswissenschaften zu studieren. Ab 1997 setzte er sein Studium an der Christian-Albrechts-Universität in Kiel fort. Er beendete sein Studium 2004 als Diplom-Jurist. Sein 2005 am Landgericht Lübeck begonnenes Rechtsreferendariat unterbrach er, nachdem er über die Landesliste in den Bundestag gewählt wurde. Ab November 2009 setzte er sein Rechtsreferendariat am Landgericht Lübeck fort.

### Mitarbeiter des Ministeriums für Staatssicherheit
Im Oktober 2005 enthüllte der Spiegel Heilmanns bis dahin nicht öffentlich bekannt gewordene hauptamtliche Mitarbeit für das Ministerium für Staatssicherheit (MfS) der DDR. Heilmann gibt bis heute öffentlich an, von 1985 bis 1990 einen „verlängerten Wehrdienst (Personenschutz MfS)“ geleistet zu haben. Hubertus Knabe, seinerzeit Direktor der Stasi-Opfer-Gedenkstätte Berlin-Hohenschönhausen, hält das für eine Verharmlosung; die Mitarbeiter der Hauptabteilung Personenschutz hätten eine „hochprofessionelle, bewaffnete Bewachung“ der zentralen Staatsorgane gebildet, und für Opfer des DDR-Regimes sei es „eine unerträgliche Vorstellung, dass ein Mann mit dieser Vergangenheit im Parlament sitzt“.
Vor der Wahl hatte Heilmann nach eigenen Angaben nur einigen Genossen von seiner Tätigkeit beim MfS berichtet.
Dies stellte einen Verstoß gegen innerparteiliche Richtlinien dar, wonach eine Tätigkeit für das MfS vor dem jeweiligen Wahlgremium offenzulegen war. Auf dem Landesparteitag am 4. Dezember 2005 stimmten die Mitglieder des Landesverbandes Schleswig-Holstein über einen Misstrauensantrag gegen Heilmann ab. Das Ergebnis war 47 Stimmen für Heilmann zu 42 gegen ihn.
Heilmann ist seitdem innerhalb der Linken in Schleswig-Holstein umstritten.

## Politik
1986 wurde Lutz Heilmann Mitglied der SED. 1991 übte er die Funktion des Kreisgeschäftsstellenleiters des Kreisverbandes Zittau (Sachsen) der PDS aus. 1992 trat er aus der PDS aus. Acht Jahre später wurde er erneut Mitglied der PDS. Von 2000 bis 2002 gehörte Heilmann, der zu diesem Zeitpunkt in Pötenitz (seit 2004 Ortsteil von Dassow) lebte, dem Vorstand des PDS-Kreisverbandes Nordwestmecklenburg an.
2004 baute er in Mecklenburg-Vorpommern eine Solid-Gruppe auf. 2005 wechselte er in den Kreisverband Lübeck und wurde bei der Kandidatenaufstellung im Juli 2005 gegen Harald Koch zum Spitzenkandidaten der schleswig-holsteinischen Landesliste der Partei für die Bundestagswahl 2005 gewählt. Über seinen Listenplatz zog er in den Bundestag ein.
Im März 2006 unterzeichnete Heilmann den Gründungsaufruf der vom Bundesamt für Verfassungsschutz (BfV) beobachteten, als linksextremistisch eingestuften Antikapitalistischen Linken (AKL).
Heilmann, der seit etwa dem Jahr 2006 offen schwul lebt, engagiert sich in der Gruppe queer innerhalb der Linken in Schleswig-Holstein.
Für die Bundestagswahl 2009 bewarb sich Heilmann auf dem Landesparteitag der Linken in Neumünster um den 2. Listenplatz, verlor aber die Wahl unter den Delegierten und zog nicht in den 17. Deutschen Bundestag ein.

## Rechtsstreit mit Wikimedia Deutschland
Am 13. November 2008 erreichte Lutz Heilmann durch eine einstweilige Verfügung des Landgerichts Lübeck, dass die Weiterleitung von wikipedia.de auf die weiterhin erreichbare Internet-Adresse de.wikipedia.org aufgrund von dort zeitweise aufgestellten Tatsachenbehauptungen aufgehoben werden musste.
Heilmann begründete diesen Schritt damit, dass Wikimedia Deutschland ihm keine Gegendarstellung gegen diese Behauptungen ermöglicht habe. Nachdem die seiner Auffassung nach seine Persönlichkeitsrechte verletzenden Darstellungen weitgehend entfernt worden waren, erklärte Heilmann die juristische Auseinandersetzung für beendet
und sagte, er habe „zu kurz gedacht und die Folgen nicht überschaut“.
Heilmanns Vorgehen wurde von einigen Parteikollegen kritisiert; so warf ihm der sächsische Landtagsabgeordnete und Medienexperte Heiko Hilker juristische Oberflächlichkeit und fehlendes technisches Verständnis vor.